# Skeletonema costatum
Espèce
Skeletonema costatum est une espèce de diatomées relativement communes en Atlantique (elle est souvent l'espèce majeure des eaux côtières en Atlantique). Les cellules restent accrochées entre elles après les divisions cellulaires, elle présente donc l'aspect d'une chaîne de 3 à 15 cellules.

## Utilisation en aquaculture
Cette espèce est relativement facile à obtenir et à cultiver. De plus sa valeur nutritive est correcte pour de nombreux usages en aquaculture : élevage des juvéniles de coquillages (naissain), des larves de crevettes, affinage intensif d'huîtres commerciales…